# Agnieszka Wesołowska
Agnieszka Wesołowska (ur. 19 stycznia 1984 r. w Łobzie) – polska poetka i pedagog związana z Łobzem, gdzie debiutowała na łamach kwartalnika literacko-historycznego Łabuź. Laureatka konkursów literackich, absolwentka Uniwersytetu Pedagogicznego w Krakowie, mieszkająca w Poznaniu.

## Twórczość
Zbiory wierszy:
- Ars vitae. Listy do nieszczęśliwych, Oficyna Wydawnicza ATUT, Wrocław 2008
- Dwuznaczny, Książnica Pomorska, Szczecin 2000
- Zgubić pytania, Żebracza Inicjatywa Wydawnicza Klubu Literackiego Łabuź, Łobez 1999

Publikacje:
- Łabuź (Łobez), od 1996 do 2006 – wiersze i opowiadania
- Pogranicza (Szczecin) 1/1998 – wiersze
- Wydawnictwo WIR (Berlin, 5/2000, 6/2001) – wiersze po polsku i po niemiecku
- Wydawnictwo Obrzeża (Zgorzelec) 9/2000, 14/2001, 18/2002 – wiersze
- Wydawnictwo Akant (Bydgoszcz) 5/2001 – wiersze
- Poezja dzisiaj (Warszawa) 31/32/2003 – szkic o Leśmianie
- Zeszyty Literackie (Warszawa),  lato 2004 – wiersze
- Studium 2/2007 (Kraków) – wiersze
- Dekada Literacka (Kraków) 2006, 1/2008, 5/6/2008 – wiersze, szkic o Herbercie
- ALBO albo. Problemy Psychologii i Kultury, 3-4/2011

## Nagrody, wyróżnienia i stypendia
- Wyróżnienie w konkursie o Nagrodę im. Kazimiery Iłłakowiczówny za najlepszy książkowy poetycki debiut roku, 2001 (za tomik "Dwuznaczny")
- dwukrotnie w Ogólnopolskim Konkursie Poetyckim im. Janusza Korczaka w Płocku
- Ogólnopolski Konkurs Literacki im. Agnieszki Bartol w Pile
- trzykrotnie w Szczecińskim Konkursie Literackim dla Dzieci i Młodzieży
- Ogólnopolski Konkurs Literacki im. Zdzisława Morawskiego w Gorzowie Wikp.
- Ogólnopolski Konkurs Poetycki "O Laur Wierzbaka" w Poznaniu
- Ogólnopolski Konkurs Literacki w Katowicach
- dwukrotnie w Ogólnopolskim Konkursie Poetyckim w Poznaniu
- Ogólnopolski Przegląd Twórczości Literackiej Dzieci i Młodzieży "Kacze Pióro" w Katowicach
- Laureatka Wojewódzkiego Konkursu "Matura 2003" na najlepszą pracę maturalną z języka polskiego (Szczecin 2003)
- Stypendium Rady Funduszu Pomocy Młodym Talentom im. Kwaśniewskich (1999r.)
- Stypendium Prezydenta Szczecina dla uczniów szkół średnich (2000 i 2003)
- Stypendium Ministra Nauki i Szkolnictwa Wyższego, 2013/2014
- Stypendium Rektora Uniwersytetu Pedagogicznego w Krakowie